# Total Request Live
Total Request Live (bedre kendt som forkortelsen TRL) var  en  tv-serie på MTV, der indeholder populære musikvideoer. TRL var fra 1998-2008  MTVs hovedprogrampunkt for musikvideoer, da netværket ellers  fokuserer på Reality-baserede programmer. Udover musikvideoerne, var der på  TRL daglige kendte gæstestjerner. Showet var et populært reklameværktøj brugt af musikere, skuespillere og andre kendisser til at promovere deres nyeste værker, til showets hovedmålgruppe: teenagere.
TRL spillede dagens mest ønskede top 10 videoer, der var blevet ønsket af seerne, der har stemt online på deres favoritvideo. Countdown-systemet startede starter med de 10 mest ønskede videoer og sluttede med de mest ønskede.
Efter 10 år og  2.247 afsnit sendtes det sidste program 16. november 2008.